# Paul Collingwood
Pour les articles homonymes, voir Collingwood.
Paul David Collingwood (né le 26 mai 1976), parfois surnommé Colly, est un joueur international de cricket anglais. Il joue en tant qu'all-rounder.
Il a disputé son premier ODI pour l'équipe d'Angleterre en 2001 et son premier test en 2003.
Il a été nommé, en juin 2007, capitaine de la sélection anglaise en ODI.

## Équipes
- Durham

## Récompenses individuelles
- Un des cinq joueurs de cricket de l'année 2007 (Wisden Cricketer of the Year) désignés par le Wisden Cricketers' Almanack.

## Records et performances

### EnOne-day International
- Meilleure performance en tant qu'all-rounder de tous les temps (6/31 au lancer et 112 not out à la batte), en 2005 contre le Bangladesh.

### Sélections
- 24 sélections en test cricket.
- 121 sélections en ODI.
- 4  sélections en Twenty20 International.